# Argirodit

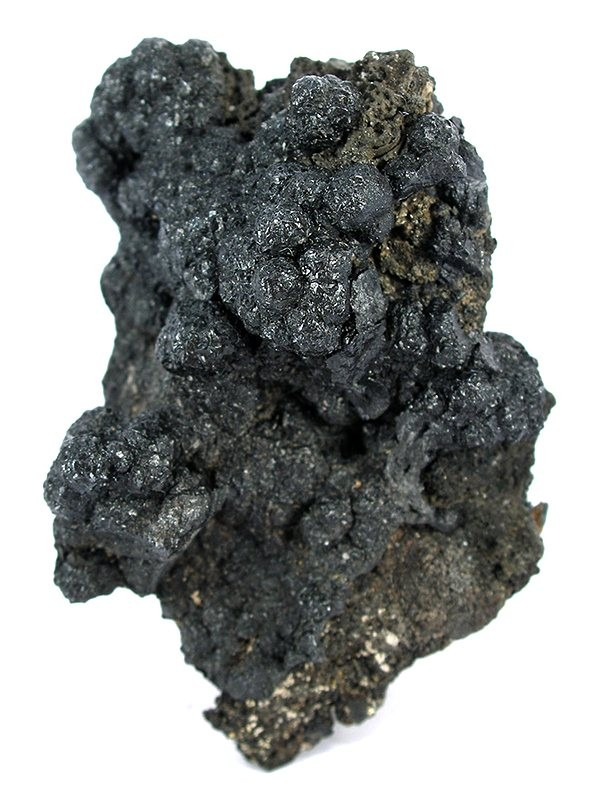
Argirodit

Az argirodit (más néven: ezüst-germánium-szulfid) ezüstben gazdag, acélszürke, néha vöröses-ibolyaszínű ásvány. 1885-ben találták Szászországban Freiberg mellett a Himtnelfürst bányában. A. Weisbach nevezte el. Ebben az ásványban fedezte fel Clemens Winkler 1886-ban a germániumot mint új elemet.

## Összetétele
- képlete: (Ag2, GeS3, + 2Ag2S).
- ezüst 74,7% germánium 9% kén 17,1%
- van még benne egy kevés vas, cink, valamint higany- és arzénnyomok.